# Kanton Aargau
Kanton Aargau (nemško Aargau, francosko Argovie, italijansko in retoromansko Argovia) je eden izmed 26 kantonov, ki tvorijo Švicarsko konfederacijo. Njegova površina meri 1404 km2. Po podatkih s konca leta 2022 na območju kantona živi 711.232 prebivalcev. Sestavljen je iz enajstih okrožij in 197 občin, njegovo glavno mesto je Aarau. Aargau je eden najbolj severnih kantonov Švice. Leži ob spodnjem toku reke Aare, po kateri nosi ime (Aargau pomeni »Aarsko okrožje«). Je ena najgosteje poseljenih regij Švice.
Uradni jezik je nemščina. V kantonu sta razvita kmetijstvo (mlečna govedoreja, sadjarstvo) ter industrija (strojna, elektrotehnična, kovinska, tekstilna). Aargau je del Švice od leta 1415, status kantona pa je dobil leta 1803.

## Zgodovina

### Zgodnja zgodovina
Območje Aargaua in okolice so nadzorovali Helveti, Keltsko ljudstvo, že leta 200 pred našim štetjem. Sčasoma so ga zasedli Rimljani in nato v 6. stoletju Franki. Rimljani so zgradili večje naselje z imenom Vindonissa, v bližini današnjega Brugga.

### Srednjeveški Aargau
Rekonstruirano staronemško ime Aargau je Argowe, prvič nedvoumno potrjeno (v črkovanju Argue) leta 795. Izraz je opisoval ozemlje, ki je le enakovredno ozemlju sodobnega kantona, vključno z območjem med rekama Aare in Reuss, vključno s gorama Pilatus in Napf, tj. vključno z deli sodobnih kantonov Bern (bernski Aargau, Emmental, deli Bbernskega Oberlanda), Solothurnom, Basel-Landschaftom, Luzernom, Obwaldnom in Nidwaldnom, ne pa tudi deli sodobnega kantona vzhodno od Reussa (Okrožje Baden), ki so bili del Zürichgau.
V Frankovskem cesarstvu (od 8. do 10. stoletja) je bilo območje sporno obmejno območje med vojvodinama Alemanija in Burgundija. Družina von Wetterau (Conradini) je občasno držala grofijo Aargau od leta 750 do približno 1030, ko jo je izgubila (medtem ko si je vzela ime von Tegerfelden). Ta veja je postala slabo opredeljena (in redko naseljena) zunanja meja zgodnjega Svetega rimskega cesarstva ob nastanku v drugi polovici 10. stoletja. Večina regije je približno leta 1200 pod nadzorom vojvodske hiše Zähringen in skupnih družin Habsburžanov in Kyburg.
V drugi polovici 13. stoletja se je ozemlje razdelilo na ozemlja, ki so jih zahtevala cesarska mesta Bern, Luzern in Solothurn ter švicarski kanton Unterwalden. Preostali del, ki v veliki meri ustreza sodobnemu kantonu Aargau, je ostal pod nadzorom Habsburžanov do 'osvajanja Aargaua' s strani Stare švicarske konfederacije leta 1415.
Sam grad Habsburg, prvotni sedež družine Habsburžanov, je Bern zavzel aprila 1415. Habsburžani so ustanovili številne samostane (z nekaterimi trajnimi strukturami, npr. v Wettingenu in Muriju), katerih zaprtje je leta 1841 prispevalo k izbruhu švicarske državljanske vojne – Sonderbundskrieg’’ - leta 1847.

### Pod Švicarsko konfederacijo
Ko se je Friderik IV. Tirolski na koncilu v Konstanci postavil na stran protipapeža Janeza XXIII., ga je cesar Sigismund Luksemburški postavil pod cesarsko prepoved (nemško ‚‘Reichsacht‘‘).Julija 1414 je papež obiskal Bern in od njih dobil zagotovila, da se bodo pomerili proti Habsburžanom. Nekaj mesecev kasneje je Švicarska konfederacija odpovedala pogodbo iz leta 1412. Kmalu zatem leta 1415 sta Bern in preostali del Švicarske konfederacije prepoved uporabila kot pretvezo za napad na Aargau. Konfederacija je hitro osvojila mesta Aarau, Lenzburg, Brugg in Zofingen, skupaj z večino habsburških gradov. Bern je obdržal jugozahodni del (Zofingen, Aarburg, Aarau, Lenzburg in Brugg), severno do sotočja Aare in Reuss. Pomembno mesto Baden si je vzela združena švicarska vojska in mu upravljalo vseh 8 članov Konfederacije. Nekatera okrožja, imenovana Freien Ämter (prosti Ballei) - Mellingen, Muri, Villmergen in Bremgarten, z grofijo Baden - so bili vsi ali nekateri konfederati urejeni kot 'podrejena dežela'. Kmalu po osvojitvi Aargaua s strani Švicarjev se je Friderik ponižal pred papežem. Papež se je z njim pomiril in ukazal vrniti vse odvzete posesti. Švicarji so to zavrnili in leta kasneje se je vojvoda po resnih poskusih ponovne pridobitve uradno odpovedal pravicam.

### Unteraargau ali Bernski Aargau
Bernski del Aargaua je postal znan kot Unteraargau, čeprav ga lahko imenujemo tudi Bernski Bernski Aargau. Leta 1514 se je Bern razširil proti severu v Juro in tako dobil v posest več strateško pomembnih gorskih prelazov v avstrijski Fricktal. Ta dežela je bila dodana Unteraargau in je bila neposredno pod nadzorom Berna. Razdeljen je bil na sedem podeželskih izvršiteljev in štiri upravna mesta, Aarau, Zofingen, Lenzburg in Brugg. Medtem ko so bili Habsburžani pregnani, je bilo mnogim njihovim mladoletnim plemičem dovoljeno obdržati svoja zemljišča in pisarne, čeprav so sčasoma izgubili oblast s strani bernske vlade. Uprava baileija je temeljila na zelo majhnem številu uradnikov, večinoma bernskih državljanov, vendar z nekaj domačini.
Ko se je Bern leta 1528 spreobrnil med protestantsko reformacijo, se je spreobrnil tudi Unteraargau. Na začetku 16. stoletja so se številni anabaptisti iz Züricha preselili v zgornje doline Wynen in Rueder. Kljub pritiskom bernskih oblasti v 16. in 17. stoletju anabaptizem ni nikoli popolnoma izginil iz Unteraargaua.
Bern je ballei Aargau uporabljal večinoma kot vir žita za preostanek mestne države. Upravna mesta so gospodarsko ostala le regionalnega pomena. Vendar je v 17. in 18. stoletju Bern spodbujal industrijski razvoj v Unteraargauu in do konca 18. stoletja je bil najbolj industrializirana regija. Visoka industrializacija je v 18. stoletju povzročila visoko rast prebivalstva, na primer med letoma 1764 in 1798 je število prebivalstva naraslo za 35 %, kar je veliko več kot v drugih delih kantona. Leta 1870 je bil delež kmetov v okrožjih Aarau, Lenzburg, Kulm in Zofingen 34–40 %, v drugih okrožjih pa 46–57 %.

### Freien Ämter
Preostali del Freie Ämter je bil pod nadzorom preostalega dela Konfederacije. Muri Amt je bil dodeljen Zürichu, Luzernu, Schwyzu, Unterwaldenu, Zugu in Glarusu, medtem ko so Ämter Meienberg, Richensee in Villmergen najprej dobili samo Luzern. Končno mejo je leta 1425 postavilo arbitražno sodišče in Luzern je moral dati tri Ämterje na skupno odločanje. Štirje so bili nato pod enim izvršiteljem Konfederacije združeni v tisto, kar je bilo v 15. stoletju znano kot Vogtei im Waggental. V 16. stoletju je postal znan kot Vogtei der Freien Ämter. Medtem ko so imeli Freien Ämter pogosto neodvisna nižja sodišča, so bili prisiljeni sprejeti suverenost Konfederacije. Končno je leta 1532 kanton Uri postal del kolektivne uprave Freien Ämter.
V času protestantske reformacije se je večina Ämterjev spreobrnila v novo vero. Leta 1529 je val ikonoklazma zajel območje in izbrisal večino stare religije. Po porazu Züricha v drugi bitki pri Kappelu leta 1531 je zmagovitih pet katoliških kantonov odpravilo svoje čete v Freie Ämter in jih ponovno preusmerilo v katolištvo.
V prvi vojni v Villmergenu leta 1656 in vojni v Toggenburgu (ali drugi vojni v Villmergenu) leta 1712 je Freie Ämter postal poligon za vojskujočo se reformirano in katoliško vojsko. Medtem ko mir po vojni 1656 ni spremenil statusa quo, je četrti mir v Aarauu leta 1712 prinesel reorganizacijo odnosov moči. Zmaga je Zürichu omogočila, da je katoliške kantone izsilil iz vlade v okrožju Baden in sosednjem območju Freie Ämter. Freie Ämter so nato delili na dve črti, ki je potekala od vislic v Fahrwangenu do cerkvenega stolpa Oberlunkhofen. Severnemu delu, tako imenovani Unteren Freie Ämter (spodnji Freie Ämter), ki je vključeval okrožja Boswil (delno) in Hermetschwil ter Niederamt, so vladali Zürich, Bern in Glarus. Južnemu delu, Oberen Freie Ämter (zgornji Freie Ämter), je vladalo prejšnjih sedem kantonov, Bernu pa je bil dodan osmi.
V času Helvetske republike (1798–1803) so bila okrožja Baden, Freie Ämter in območje, znano kot Kelleramt, združena v kanton Baden.

### Grofija Baden
Grofija Baden je bila kondominij celotne Stare švicarske konfederacije. Po osvojitvi Konfederacije leta 1415 so ohranili večino habsburške pravne strukture, kar je povzročalo številne težave. Lokalno plemstvo je imelo pravico držati nižje sodišče le na približno petini ozemlja. Po okoliških deželah je bilo razpršenih več kot 30 različnih plemičev, ki so imeli pravico imeti sodišče. Vse te prekrivajoče se jurisdikcije so povzročile številne konflikte, vendar je postopoma Konfederacija pridobila te pravice v grofiji. Mesta Baden, Bremgarten in Mellingen so postala upravna središča in so imela višja sodišča. Skupaj s sodišči so imeli trije upravni centri precejšnjo lokalno avtonomijo, vendar jim je vladal guverner, ki ga je Acht Orte imenoval vsaki dve leti. Po protestantski zmagi v drugi bitki pri Villmergenu se je uprava okrožja nekoliko spremenila. Namesto da bi Acht Orte skupaj imenoval sodnega izvršitelja, sta Zürich in Bern imenovala guvernerja za sedem od 16 let, medtem ko ga je Glarus imenoval za preostali dve leti.
Kaotična pravna struktura in razdrobljeno lastništvo zemljišč v kombinaciji s tradicijo delitve zemljišča med vse dediče so preprečili obsežne reforme. Guverner je v 18. stoletju poskušal reformirati in poenotiti zakone in lastništvo v okrožju, vendar z omejenim uspehom. Zaradi nenehno spreminjajoče se uprave grofija ni imela skladne dolgoročne gospodarske politike ali podpore reformam. Ob koncu 18. stoletja ob meji z Zürichom ni bilo tovarn ali mlinov in le nekaj majhnih obrtnih obratov. Gradnja cest je prvič postala prednostna naloga po letu 1750, ko sta Zürich in Bern začela imenovati guvernerja za sedem let.
Med protestantsko reformacijo so nekatere občine prevzele novo vero. Vendar so se leta 1531 nekatere stare župnije preoblikovale v staro vero. Guvernerji so bili imenovani tako iz katoliškega kot iz protestantskega kantona in ker sta se menjavala vsaki dve leti, nobena vera ni dobila večine v okrožju.
Po francoski invaziji so se vlade Züricha in Berna 19. marca 1798 dogovorile o ustanovitvi kratkotrajnega kantona Baden v Helvetski republiki. Z zakonom o posredovanju leta 1803 je bil kanton Baden razpuščen. Del dežel nekdanje grofije Baden je zdaj postal okrožje Baden v novoustanovljenem kantonu Aargau. Po drugi svetovni vojni je ta nekdanja agrarna regija doživela izjemno rast in postala okrožje z največjim in najgostejšim prebivalstvom v kantonu (leta 1990 110.000, 715 oseb na km²).

### Oblikovanje kantona Aargau
Sodobni kanton Aargau je bil ustanovljen leta 1803, kanton Švicarske konfederacije kot rezultat zakona o mediaciji. Bila je kombinacija treh kratkotrajnih kantonov Helvetske republike: Aargau (1798–1803), Baden (1798–1803) in Fricktal (1802–1803). Njegovo ustvarjanje je torej zakoreninjeno v Napoleonski dobi. Leta 2003 je kanton Aargau praznoval 200-letnico.
Francoske sile so zasedle Argau od 10. marca do 18. aprila 1798; zatem je bernski del postal kanton Aargau, preostali del pa kanton Baden. Prekinjeni načrti za združitev obeh polovic so se pojavili v letih 1801 in 1802, na koncu pa sta bila združena pod imenom Aargau, ki je bil nato po Aktu o mediaciji sprejet kot polnopravni član rekonstituirane Konfederacije. Nekateri deli kantona Baden so bili na tej točki premeščeni v druge kantone: Amt Hitzkirch v Luzern, medtem ko so Hüttikon, Oetwil an der Limmat, Dietikon in Schlieren odšli v Zürich. V zameno je bil Luzern's Amt Merenschwand premeščen v Aargau (okrožje Muri).
Fricktal, ki ga je leta 1802 Avstrija preko Napoleonove Francije odstopila Helvetski republiki, je bil na kratko ločen kanton Helvetske republike (kanton Fricktal) pod Statthalterjem ('poročnik'), vendar je bil 19. marca 1803 (po Aktu o mediaciji) vključen v kanton Aargau.
Nekdanja kantona Baden in Fricktal je še vedno mogoče identificirati s sodobnimi okrožji - kanton Baden pokrivajo okrožja Zurzach, Baden, Bremgarten in Muri (čeprav z zgoraj podrobnimi dobički in izgubami iz leta 1803); kanton Fricktal s strani okrožij Rheinfelden in Laufenburg (razen za Hottwil, ki je bil leta 2010 premeščen v to okrožje).

### Judovska zgodovina v Aargau
V 17. stoletju je bil Aargau edini zvezni kondominij, kjer so Jude tolerirali. Leta 1774 so bili omejeni na samo dve mesti, Endingen in Lengnau. Medtem ko je podeželski višji sloj neprestano pritiskal za izgon Judov, so finančni interesi oblasti to preprečevali. Uvedli so posebne davke na trgovanje z govedom in trgovanje z živino, ki sta bili primarni judovski dejavnosti. Tudi protestantski okupatorji so uživali nelagodje lokalnih katoličanov zaradi prisotnosti judovske skupnosti. Judje so bili neposredno podrejeni guvernerju; od leta 1696 so bili prisiljeni vsakih 16 let od njega obnoviti zaščitno pismo.
V tem obdobju Judje in kristjani niso smeli živeti pod isto streho, niti Judje niso smeli imeti v lasti zemlje ali hiš. Obdavčeni so bili po veliko višji stopnji kot drugi, leta 1712 pa je bila skupnost Lengnau 'oropana'. Leta 1760 so bili dodatno omejeni glede zakonskih zvez in razmnoževanja. Prevelik davek je bil zaračunan za dovoljenja za poroko; pogosto so bili dokončno zavrnjeni.  Tako je ostalo do 19. stoletja. Leta 1799 je Helvetska republika odpravila vse posebne davke in leta 1802 odpravila davek na volitve. 5. maja 1809 so bili razglašeni za državljane in dobili široke pravice glede trgovine in kmetovanja. Do 7. maja 1846 so bili še vedno omejeni v Endingenu in Lengnau, ko jim je bila podeljena pravica do prostega gibanja in prebivanja znotraj kantona Aargau. Švicarski zvezni svet jim je 24. septembra 1856 podelil polne politične pravice znotraj Aargaua, pa tudi široke poslovne pravice; vendar se večina krščanskega prebivalstva teh novih liberalnih zakonov ni v celoti držala. V letu 1860 je vlada kantona glasovala za podelitev volilne pravice vsem lokalnim pravicam in njihovim občinam avtonomijo. Sprejetje zakona pa je bilo razveljavljeno zaradi glasnega nasprotovanja, ki ga je vodila stranka Ultramonte. Nazadnje so zvezne oblasti julija 1863 vsem Judom podelile polne državljanske pravice. Vendar niso prejeli vseh pravic v Endingenu in Lengnauu, dokler resolucija Velikega sveta 15. maja 1877 ni podelila državljanskih pravic članom judovskih skupnosti v teh krajih in jim podelila listine pod imeni Novi Endingen in Novi Lengnau. Švicarski judovski Kulturverein je bil v tem boju ključen od ustanovitve leta 1862 do razpada 20 let kasneje. V tem obdobju zmanjšanih pravic mrtvih niso smeli pokopati niti v švicarskih tleh, temveč so jih morali pokopati na otoku Judenäule (Judov otok) na Renu blizu Waldshuta. Od leta 1603 so bili umrli Judje iz skupnosti Surbtal pokopani na rečnem otoku, ki ga je najela judovska skupnost. Ker je bil otok večkrat poplavljen in opustošen, so Judje Surbtal leta 1750 zaprosili Tagsatzung, naj v bližini njihovih skupnosti ustanovi pokopališče Endingen.

## Geografija
Glavno mesto kantona je Aarau, ki se nahaja na zahodni meji ob reki Aare. Kanton na severu meji z Nemčijo (Baden-Württemberg), mejo pa tvori Ren. Na zahodu ležijo švicarski kantoni Basel-Landschaft, Solothurn in kanton Bern; kanton Luzern leži južno, kanton Zürich in Zug pa na vzhodu. Njegova skupna površina je 1404 kvadratna kilometra. Poleg Rena ima še dve veliki reki, Aare in Reuss.
Kanton Aargau je eden najmanj gorskih švicarskih kantonov, ki je del velike planote Mittelland, severno od Alp in vzhodno od Jure, nad katero se dvigajo nizki griči. Površina države je raznolika z valovitimi zemljišči in gozdnatimi griči, izmenično z rodovitnimi dolinami, ki jih zalivajo predvsem Aare in njeni pritoki. Nekaj več kot tretjina kantona je gozdnatega (518 kvadratnih kilometrov), skoraj polovica pa je kmetijskih površin (635,7 kvadratnih kilometrov). 33,5 kvadratnih kilometrov ali približno 2,4 % kantona je neproduktivnih površin, večinoma so to jezera (predvsem jezero Hallwil) in potoki. Z gostoto naseljenosti 450 / km² ima kanton razmeroma veliko zemljišč, ki se uporabljajo za človekov razvoj, z 216,7 kvadratnimi kilometri ali približno 15 % kantona je pozidanega.
Vsebuje vroče žveplove izvire Baden in Schinznach-Bad, medtem ko so v Rheinfeldnu zelo obsežni slani izviri. Tik pod Bruggom se reki Rear in Limmat priključita Aareju, okoli Brugga pa so ruševine gradov Habsburžanov, star samostan Königsfelden (s fino poslikanim srednjeveškim steklom) in ostanki rimskega naselja Vindonissa (Windisch).
Benediktinski Samostan Fahr tvori majhno eksklavo kantona, sicer obkrožen z kantonom Zürich, od leta 2008 pa je del občine Aargau Würenlos.

### Okrožja
Aargau je razdeljen na 11 okrožij:
- Aarau z glavnim mestom Aarau
- Baden s prestolnico Baden
- Bremgarten s prestolnico Bremgarten
- Brugg s prestolnico Brugg
- Kulm s prestolnico Unterkulm
- Laufenburg Laufenburg
- Lenzburg s prestolnico Lenzburg
- Muri s prestolnico Muri
- Rheinfelden s prestolnico Rheinfelden
- Zofingen s prestolnico Zofingen
- Zurzach s prestolnico Zurzach

Zadnja sprememba meja okrožja se je zgodila leta 2010, ko se je Hottwil iz Brugga preselil v Laufenburg, potem ko se je združil z drugimi občinami, ki so bile vse v Laufenburgu.

## Gospodarstvo
Kmetijska zemljišča kantona Aargau so med najbolj rodovitnimi v Švici. Mlekarstvo, žitarice in sadjarstvo spadajo med glavne gospodarske dejavnosti kantona. Kanton je tudi industrijsko razvit, zlasti na področju elektrotehnike, natančnih instrumentov, železa, jekla, cementa in tekstila.
Tri od petih švicarskih jedrskih elektrarn se nahajajo v kantonu Aargau (Beznau I + II in Leibstadt). Poleg tega imajo številne reke dovolj vode za številne hidroelektrarne po celotnem kantonu. Kanton Aargau pogosto imenujejo ‘energetski kanton’.
Precej ljudi se vozi v finančno središče mesta Zürich, ki je tik čez kantonsko mejo.
Turizem je pomemben, zlasti zaradi vročih vrelcev v Badnu in Schinznach-Badu, starodavnih gradovih, pokrajine in številnih starih muzejev v kantonu. Pohodništvo po hribih je še ena turistična atrakcija, ki pa je le omejenega pomena.